# 카린 카다비
카린 카다비(영어: Caryn Kadavy, 1967년 12월 9일 ~ )는 미국의 피겨 스케이팅 선수였다. 그녀는 1987년 세계 선수권 대회에서 동메달을 획득했고 전미국 선수권 대회에서 메달을 4번 획득했다. 그녀는 또한 1988년 동계 올림픽에 출전했다.

## 선수 경력
카다비는 펜실베이니아주 에리에서 태어났다.
아마추어 선수로서, 그녀는 1986년에 은메달을 획득한것을 포함해서 4년동안 전미국 선수권 대회에서 메달을 획득했다.

## 대회 성적
| International    | International | International | International | International |
| Event            | 1984-1985     | 1985-1986     | 1986-1987     | 1987-1988     |
| ---------------- | ------------- | ------------- | ------------- | ------------- |
| 동계 올림픽      |               |               |               | WD            |
| 세계 선수권 대회 |               | 8위           | 3위           | 7위           |
| WD = Withdrew    |               |               |               |               |